# Mark Gorski
Mark Brian Gorski (nascido em 6 de janeiro de 1960) é um ex-ciclista estadunidense e medalhista de ouro olímpico. Representou sua nação nos Jogos Olímpicos de Verão de 1984.